# Вірста Темістокль Йосипович
Темісто́кль ВІРСТА (нар. 15 жовтня 1923, Іспас, Буковина, Румунське королівство — пом. 16 травня 2017, Париж, Франція) — український живописець, скульптор, архітектор.

## Біографія
Народився в родині вчителів. Провів дитинство і юність в гірському селі Іспас в Вижницькому районі Буковини — сучасній Україні, яка тоді належала до складу Румунії. Батько Вірсти грав на скрипці, малював аквареллю і викладав грецьку мову в Вижниці — останній факт, мабуть, спричинив те, що він дав своїм синам грецькі імена: Темістокль і Арістід. Майбутній художник жив на Буковині до 17 років. Свої перші уроки живопису він отримав у місцевих майстрів. Однак до приходу Червоної Армії сім'я покинула батьківщину і переїхала в Бухарест, де Темістокль почав вивчати живопис. Потім парубок вирішив продовжити навчання в Італії. З цією метою він вирушив до Італії через Югославію, де був заарештований як шпигун і засуджений до довічного ув'язнення. Якимось чином він зумів втекти і попрямував до Італії. У 26-му віці бажання стати художником привело Вірсту до столиці Франції, де він навчався в Парижі, а потім в венеціанської художньої академії. Він зізнавався, що на самому початку працював вуличним художником і створював декорації для фільмів. Відомо також, що він працював архітектором до кінця 1950-х років.
Його ранні картини були образними. Пізніше (в 1957–1958 р.р.) він став ліричним експресіоністом, підкреслюючи кольори, а не форму чи композицію, і в кінцевому підсумку перетворився на абстракціоніста. Деякі його роботи зображують уявні пейзажі і квіти і використовують різні світлові ефекти. Паралельно з картинами він створював рельєфи із металу, що нагадували про космічний світ. Персональні виставки його робіт проходили в Парижі (1959), Берні (1964), Анконі, Італії (1967), Монреалі (1970), Детройті (1970), Нью-Йорку (1982), Торонто (1982). Альбом його робіт був виданий в Парижі в 1975 році. Вважається одним із зачинателів нового напрямку в історії модернізму другої половини XX століття під назвою «алегорична абстракція» чи «алегоричний символізм» (в деяких джерелах «лірична абстракція»).
Після проголошення незалежності України Вірста не раз приїжджав до історичної батьківщини. Перша візитація відбулася у 1993-му. Тоді художник майже рік подорожував країною з музейним турне. У кожному музеї він малював декілька картин і залишав їх там, на згадку. Виставлявся у Києві, Львові, Чернігові, Ужгороді, Одесі, Чернівцях. Активно підтримував українських художників. Запрошував їх до себе у Францію, де вони мали змогу жити і працювати на його віллі. Також спонсорував Вижницьку мистецьку школу, на якій зараз висить меморіальна дошка (як i на будинку в Іспасі, де народився митець). Головна площа в місті Вижниця названа іменем Темістокля Вірсти.
Українська телерадіокомпанія «Глас» зняла про нього документальний фільм «Темістокль Вірста. Потік свідомості». Ініціатива зйомки фільму належить Валентині Дяковській, голові Чернівецького відділення українського фонду культури.
В останні роки життя Вірсти популяризатором його творчості в Україні стала дружина Орися Вірста.
Помер Вірста 17 травня 2017 року в Парижі.

## Нагороди
Золота медаль Леонардо да Вінчі в Італії — 1967 р.
Срібна медаль Французької академії «Мистецтво, наука, література» — 1968 р.
Орден України «За заслуги ІІІ ступеня» — 2001 р.
Звання «Людина року» в Україні «За видатний внесок у розвиток мистецтва» — 2003 р.
Звання Почесного академіка Національної академії мистецтв України — 2004 р.
Медаль «На славу Чернівців» — 2013 р.